# The Firm (grupa hip-hopowa)
The Firm – amerykańska supergrupa hip-hopowa pochodząca z Nowego Jorku. W jej skład wchodzili Nas, AZ, Foxy Brown, Nature oraz Cormega.

## Historia
Supergrupa została założona w 1996 roku. Krótko po założeniu zespołu Cormega, pokłócił się z Nasem i jego menadżerem Steve'em Stoutem, ponieważ nie podobały mu się zaproponowane przez nich warunki kontraktowe, przez co ostatecznie nie doszło do porozumienia między nim a resztą grupy. Jego miejsce w zespole zastąpił mało znany raper Nature. Pod koniec tego samego roku The Firm weszli do studia, aby nagrać swój debiutancki krążek. Odpowiedzialność za brzmienie The Firm wzięli na siebie Dr. Dre oraz duet producentów The Trackmasters.
Płyta miała zostać wydana w nowej wytwórni Dr. Dre - Aftermath Entertainment. 21 października 1997 roku światło dzienne ujrzał debiutancki album zespołu pt. "The Album", który od razu stał się niezwykle popularny w Stanach Zjednoczonych, gdzie dotarł na szczyt listy Billboardu. Pierwszym singlem promującym tę płytę był "Firm Biz", natomiast drugim był "Phone Tap". The Album nie otrzymał zbyt wielu pozytywnych recenzji, w związku z czym członkowie grupy postanowili zakończyć działalność The Firm.  

## Dyskografia

### Albumy studyjne
- The Album

### Single
- "Firm Biz"
- "Phone Tap"